# Colin Jackson
Colin Ray Jackson (* 18. února 1967 Cardiff, Wales) je bývalý britský vrcholový atlet, dvojnásobný mistr světa a čtyřnásobný mistr Evropy v běhu na 110 metrů překážek, a halový mistr světa a trojnásobný halový mistr Evropy v běhu na 60 metrů překážek.
Čtyřikrát v řadě dokázal vybojovat na ME v atletice (Split 1990, Helsinky 1994, Budapešť 1998, Mnichov 2002) zlatou medaili ve své disciplíně. Totéž dokázali jen další dva atleti, oštěpaři Jānis Lūsis a Steve Backley. Mezi ženami si podobně vedly jen Heike Drechslerová ve skoku dalekém a koulařka Naděžda Čižovová.
Mezi jeho úspěchy patří také dvě zlaté a dvě stříbrné medaile z Her Commonwealthu (1986, 1990, 1994, 2002). V roce 1993 se stal vítězem ankety Atlet světa a o rok později vítězem ankety Atlet Evropy. Svoji úspěšnou kariéru ukončil v roce 2002.

## LOH
Čtyřikrát reprezentoval Spojené království na letních olympijských hrách (Soul 1988, Barcelona 1992, Atlanta 1996, Sydney 2000).
- Soul – 2. místo (13,28 s)
- Barcelona – 7. místo (13,46 s)
- Atlanta – 4. místo (13,19 s)
- Sydney – 5. místo (13,28 s)

## Osobní rekordy
Dráha
- 110 m přek. – 12,91 s – 20. srpna 1993, Stuttgart - Současný evropský rekord

Hala
- 60 m přek. – 7,30 s – 6. března 1994, Sindelfingen -  Současný světový rekord a Současný evropský rekord

## Osobní život
Koncem srpna 2017 Jackson v rozhovoru pro švédský televizní dokument Rainbow Heroes provedl veřejný coming out a přihlásil se ke své homosexuální orientaci. Již v roce 2006 jeho bývalý partner prodal svůj příběh bulvárnímu médiu. A v roce 2008 Jackson ve Voice promluvil o problému stigmatizace gay sportovců, tehdy však o sobě uváděl, že si užívá svou nezadanost.